# Moskva-Siti (stanice Moskevského centrálního okruhu)
Moskva-Siti (rusky Москва-Сити) je stanice na Moskevském centrálním okruhu. Je pojmenována podle obchodního centra Moskva-City, v blízkosti kterého se nachází. Stanice je součástí dopravního uzlu spolu se stejnojmennou stanicí na Filjovské lince metra a dále zastávkami na linkách MCD-1 a MCD-4. Do 31. března 2024 se nazývala Dělovoj centr (rusky Деловой центр).

## Charakter stanice
Stanice Moskva-Siti se nachází ve čtvrti Presněnskij rajon (Пресненский район) na estakádě mezi Třetím dopravním okruhem a ulicí Erismana (Улица Эрисмана).
Stanice má jedno ostrovní nástupiště, které je chráněno od větru a deště průhlednou zelenou stěnou. Vestibul stanice se nachází přímo pod estakádou a přiléhá k vestibulu stanice metra Meždunarodnaja. Pomocí podchodu se pak lze dostat na obě strany Testovské ulice (Тестовская улица), dále pak k univerzitní botanické zahradě. Dále se v těsné blízkosti nachází zastávka na lince MCD-4 Moskva-Siti. Několik minut pěší chůze na sever se pak nachází zastávka Testovskaja na lince MCD-1. 